# Aloysius Pazheparambil
Aloysius Pazheparambil CMI (ur. 25 marca 1847 w Pulinkunnoo, zm. 9 grudnia 1919 w Ernakulam) – indyjski biskup katolicki obrządku syromalabarskiego, pierwszy wikariusz apostolski Ernakulam.

## Życiorys
Urodził się 25 marca 1847 roku w Pulinkunnoo. W 1861 roku wstąpił do zakonu karmelitów Maryi Niepokalanej. Po latach formacji seminaryjnej, 4 grudnia 1870 roku otrzymał święcenia kapłańskie. W 1875 roku został wydalony z zakonu. W ramach przywracania hierarchii syromalabarskiej, 11 sierpnia 1896 roku papież Leon XIII mianował go pierwszym wikariuszem apostolskim Ernakulam i biskupem tytularnym Tium. Sakrę biskupią otrzymał 25 października 1896 roku z rąk arcybiskupa Władysława Michała Zaleskiego wraz z Johnem Menacherym i Matthew Makilem. Zmarł 9 grudnia 1919 roku w Ernakulam.

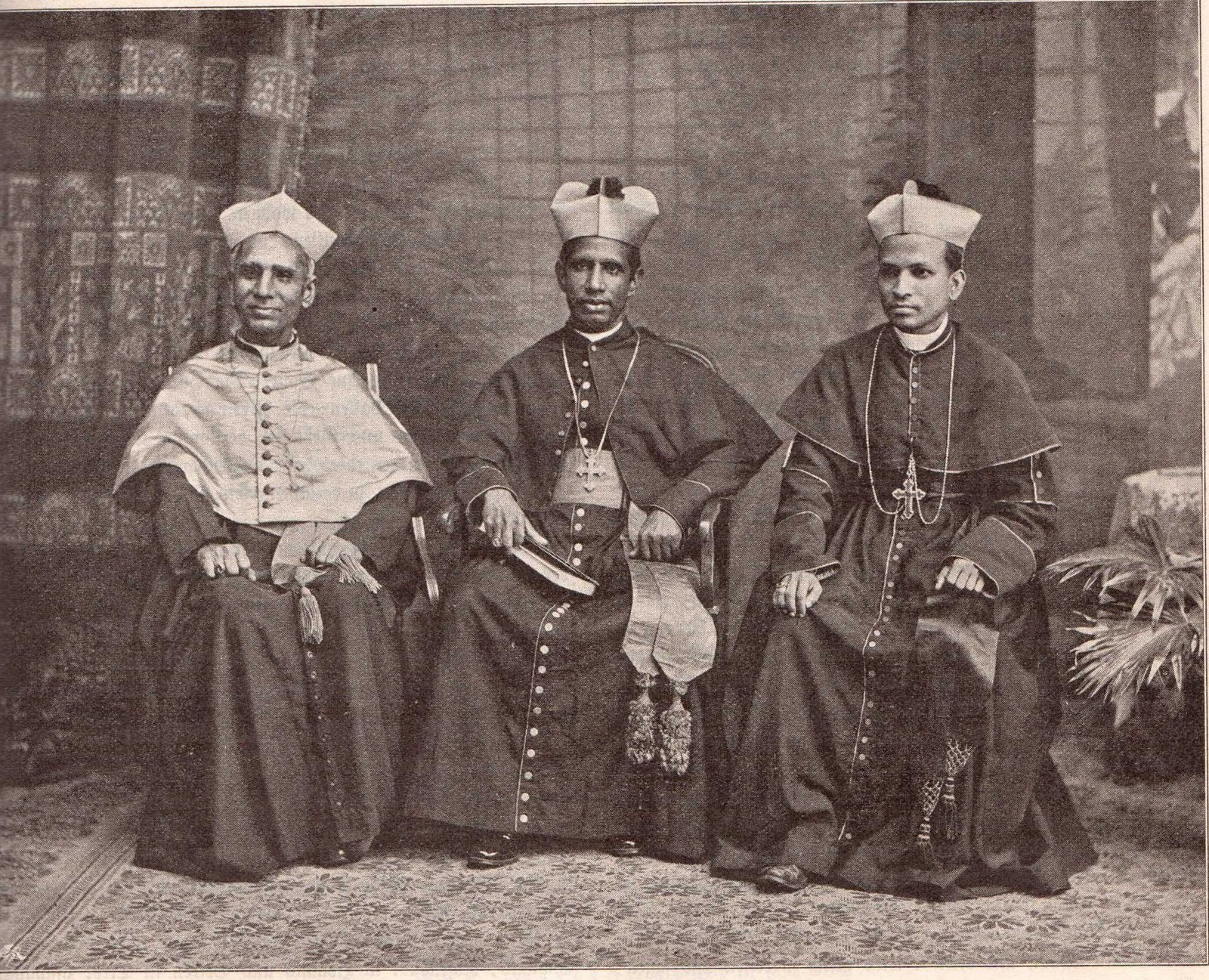
Pierwsi hierarchowie syromalabarscy: Aloysius Pazheparambil, Matthew Makil, John Menachery